# Las campanas de Rere
Les campanes de Rere és una llegenda xilena sobre la localitat de Rere, ubicada a la regió del Biobío de Xile.
Les campanes provindrien d'un antic temple del poble de Rere, que va resultar destruït després d'un fort terratrèmol (l'església parroquial es va aixecar el 1927, però va quedar destruïda pel terratrèmol de 1960, per la qual cosa es va reconstruir en un altre lloc relativament a prop a la seva antiga ubicació). Es diu que aquesta campana es va poder fer en temps dels jesuïtes, gràcies a les donacions de diferents persones, que van lliurar per a la seva fabricació joies, monedes d'or, argent, coure, bronze i altres metalls. L'aliatge de tots aquests li va donar un meravellós toc, i va fer que la bella campana se sentís a molts quilòmetres de distància.

## Llegendes
Diu la llegenda que, en una ocasió, es va voler portar les campanes de Rere a Concepción (ciutat xilena). No obstant això, misteriosament, quan les traslladaven en un carro arrossegat per diverses parelles de bous, a poc camí fet no hi va haver força que aconseguís fer-lo avançar. Però, el fet més sorprenent va ser que, quan es va decidir tornar-les al seu lloc, no es va necessitar més que una sola parella de bous per a fer-ho.
Una llegenda més antiga diu que, en una ocasió i en el mateix lloc, hom va voler portar una estàtua de sant Sebastià cap a Espanya. Quan la traslladaven en un carro de cavalls, en intentar fer camí cap a Espanya, no hi va haver força que aconseguís fer-lo avançar, per cavalls que hi afegissin; quan es va decidir tornar-lo al seu lloc, no es va necessitar més que una sola parella de cavalls per a fer-ho.